# Лауха (Унструт)
Лауха (нем. Laucha an der Unstrut) — город в Германии, в земле Саксония-Анхальт.
Входит в состав района Бургенланд. Подчиняется управлению Унструтталь. Население составляет 3135 человек (на 31 декабря 2010 года). Занимает площадь 17,09 км². Официальный код — 15 2 56 052.

## Фотографии

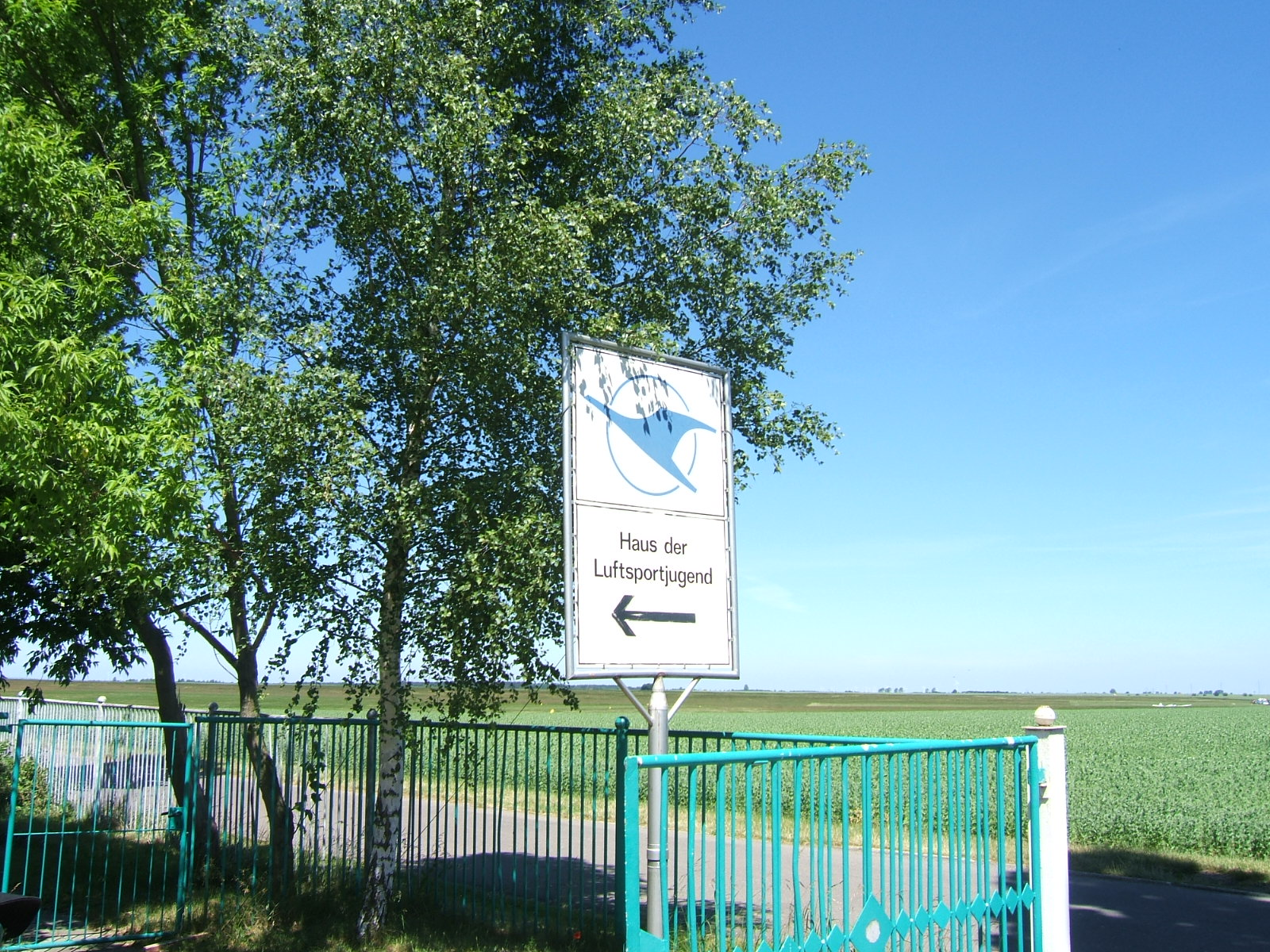
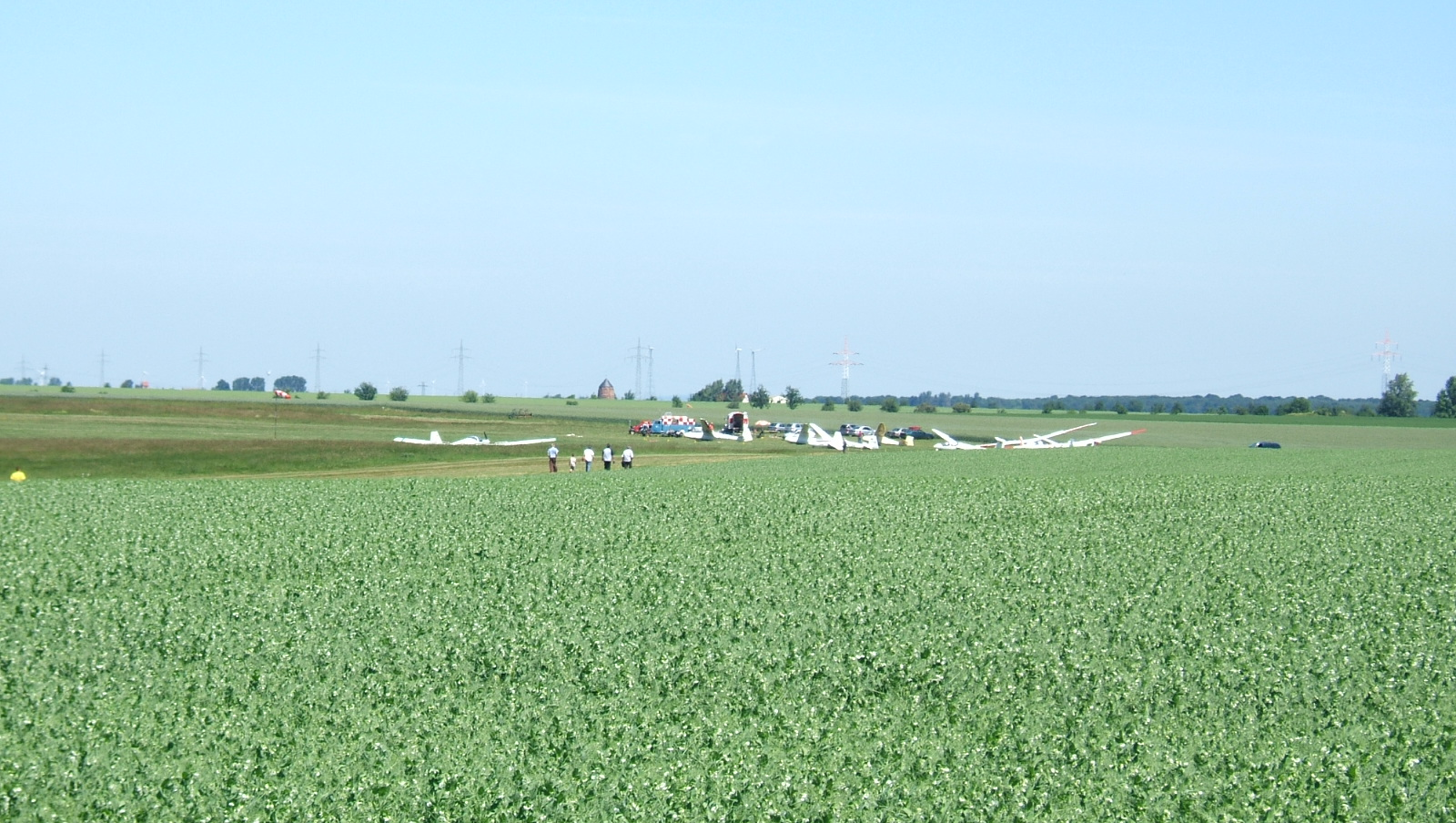
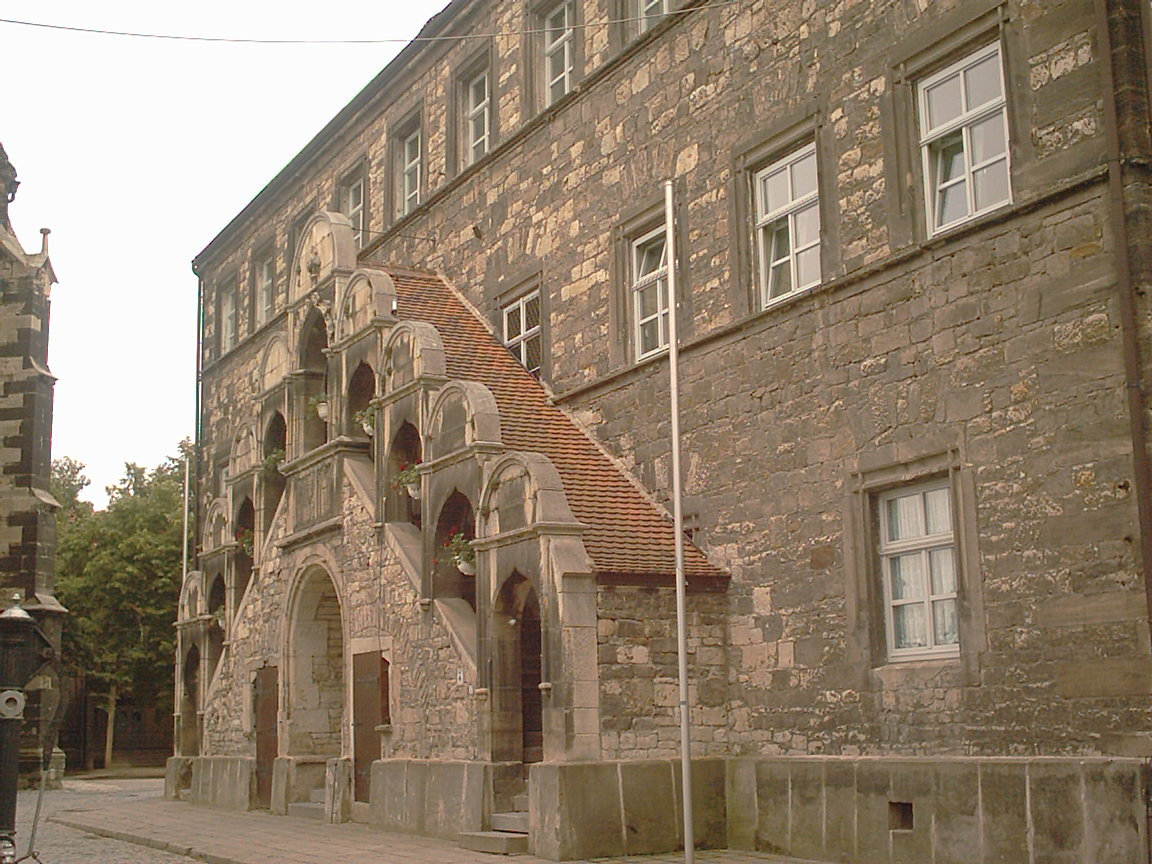
Ратуша
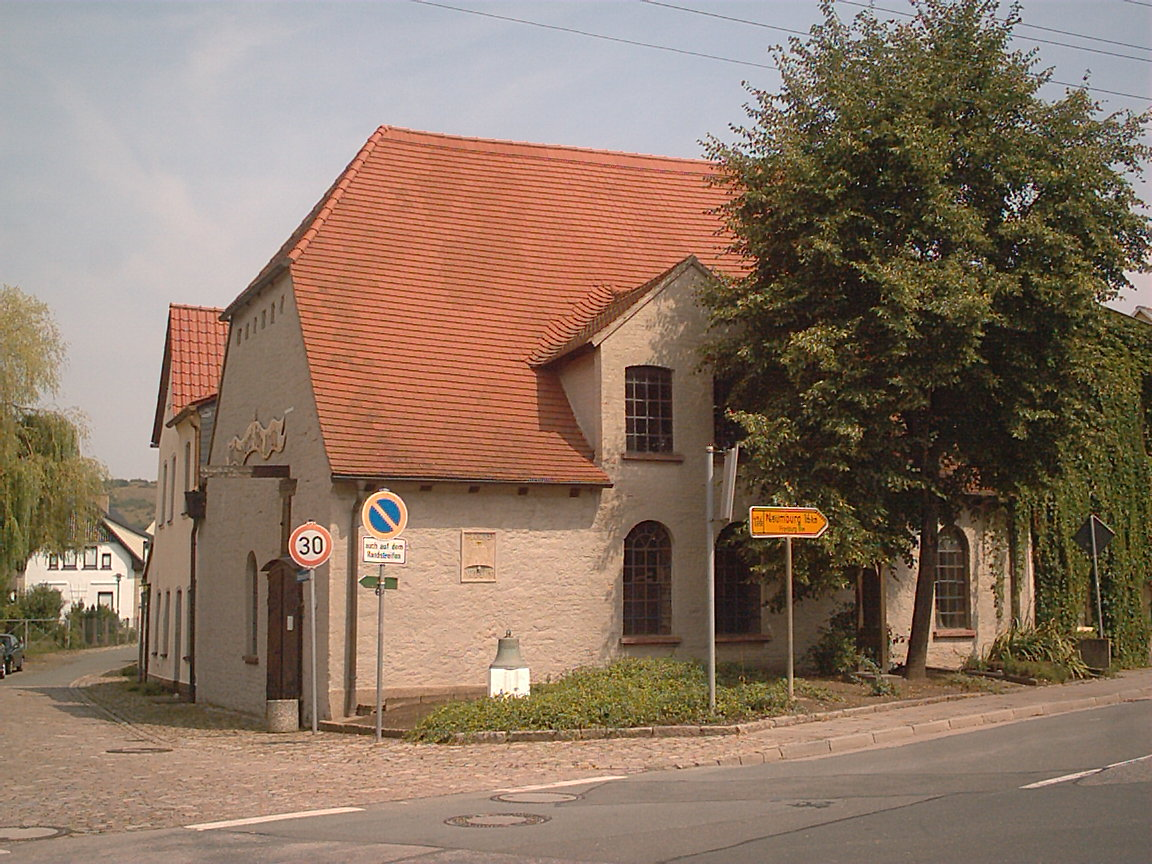